# Ierogamia

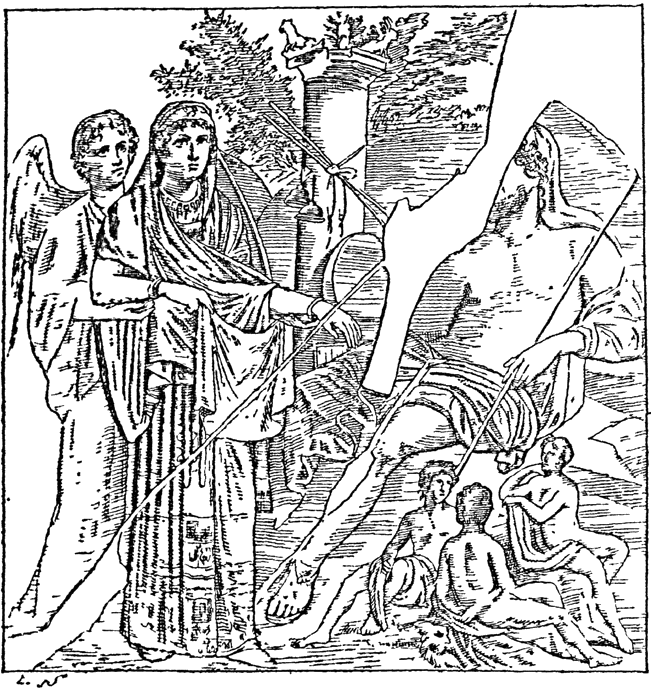
Hieros gamos di Hera (indicata con Iris (mitologia)) e Zeus; 1900, dal disegno di un affresco rinvenuto a Pompei.

La ierogamia o hieròs gámos (in greco antico: ιερογαμία? (" matrimonio sacro") o ἱερὸς γάμος) di cui è sinonimo teogamia (dal greco antico θεογαμία?, theogamía, a sua volta da θεο-, theo- e -γαμία, gamía, "matrimonio divino") indica il matrimonio tra due dei o tra un dio e un mortale. In un'altra accezione del termine, indica un rito sessuale in cui due o più partecipanti umani rappresentano la sacra unione o sizigia (congiunzione) tra un dio e una dea.
(Mircea Eliade, Trattato di storia delle religioni, cap. IX, § 137, Bollati Boringhieri, 2009)
La nozione di hieros gamos non presuppone necessariamente una prestazione effettiva nei rituali, ma è utilizzato anche in un contesto puramente simbolico o mitologico, in particolare in alchimia e quindi nella psicologia analitica junghiana.

## Induismo

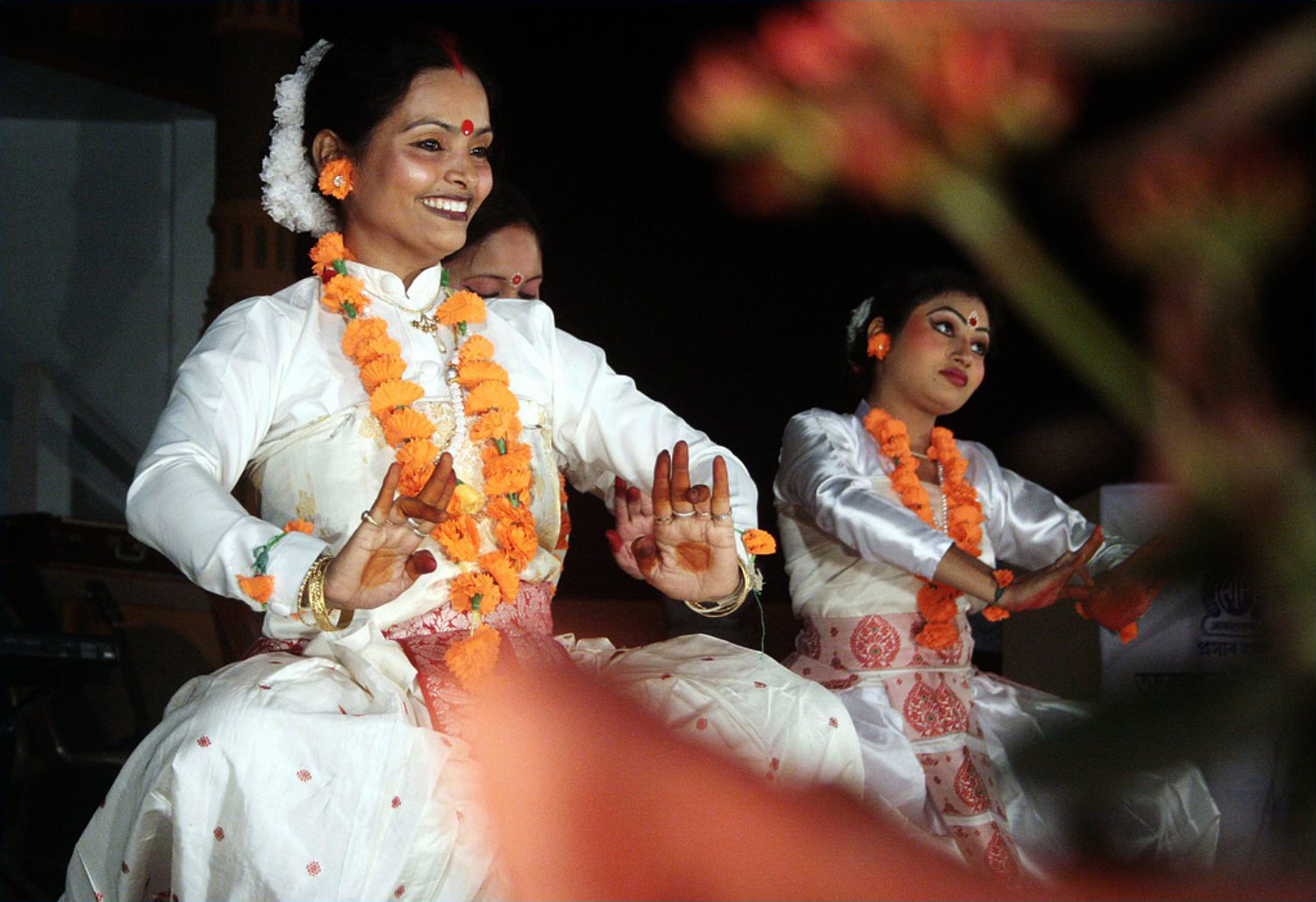
Danza delle devadasi.

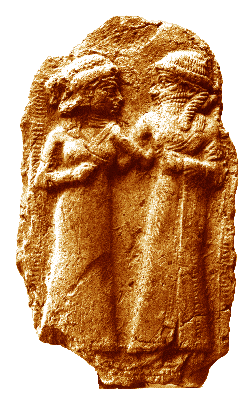
Il matrimonio tra Inanna e Dumuzi.

Nell'induismo la tradizione devadasi (देवदासी / ದೇವದಾಸಿ; "serva di dio) è una tradizione religiosa in cui giovani ragazze vengono "sposate" e dedicate a una divinità (deva o Devī) oppure a un tempio indù e includente alcuni aspetti come il prestarsi a prendere temporaneamente sede all'interno del complesso templare. In origine, oltre a questo prendersi cura del tempio e svolgervi gli appropriati riti, queste donne imparavano e praticavano il Sadir, l'Odissi e altre forme di danza classica indiana; venute in possesso di tali tradizioni artistiche godevano di un elevato status sociale.
Anche se generalmente svolgevano le loro danze in lode della divinità, col tempo ciò s'è anche evoluto in un vero e proprio sposalizio sacro.

## Vicino oriente antico
Solitamente celebrato in primavera, era un antico rituale simbolico, i cui partecipanti assumevano le caratteristiche delle divinità, spesso fungendo da tramite per la divinità in questione. Con la loro unione garantivano fertilità a loro stessi, alla terra e al popolo. Il rito era spesso praticato dal monarca e da una sacerdotessa della divinità poliade.
Il "matrimonio sacro" tra il re di una città stato sumera o l'en e la Grande Sacerdotessa di Inanna, divinità dell'amore e della guerra. Lungo le rive del Tigri e dell'Eufrate vi erano innumerevoli santuari e templi dedicati alla dea; il tempio di Eanna, che significa "casa del cielo" a Uruk è stato il più grande di questi. Il tempio ospitava le sacerdotesse preposte, chiamate nadītu: la sacerdotessa avrebbe scelto per il suo letto un giovane uomo che avrebbe rappresentato il pastore Dumuzi, consorte di Inanna, in un hieros gamos celebrato durante l'annuale cerimonia dell'albero Duku, poco prima della luna nuova durante la festività dell'equinozio d'autunno.
Negli studi sulla religione e la mitologia sumera è accertato che quando il sovrano Gudea costruì un tempio, riservò per il suo dio e per la sua paredra la camera nella quale doveva avvenire la loro unione.
Nella religione babilonese il rito si svolgeva nel corso della grande Festa del Nuovo Anno (Akītu o Zagmuk) e consisteva nella ierogamia, cioè l'unione sacra di Marduk con la sua paredra Sarpanitum, la cui conseguenza era quella di rinnovare la vita umana, animale e vegetale, sulla terra.
In alcune iscrizioni vi sono delle descrizioni di una ierogamia: il dio infiammato dal desiderio viene paragonato all'aquila che segue con lo sguardo un animale selvatico, a un turbine che sprona alla battaglia; quando lascia il letto nuziale, viene paragonato al sole che si leva su Lagash. La dea va con sollecitudine verso lo sposo come un coniuge tendente alla propria dimora: essa è assimilata al fiume Tigri in piena; è la regina, la figlia del dio del cielo, il giardino su cui è alzato il vaso della libagione.
Vi sono stati ritrovamenti archeologici che documentano come il tempio di Ištar ad Assur abbia coniato piccole targhe di piombo raffiguranti una Ierogamia. La prostituzione sacra era comune nel Vicino Oriente antico.

## Nella mitologia greca
All'interno della mitologia greca l'esempio più classico di hieros gamos è il matrimonio di Zeus ed Era celebrato all'Heraion dell'isola di Samo, e senza dubbio tra i suoi predecessori architettonici e culturali. Alcuni studiosi vorrebbero limitarne il significato al termine di una rievocazione, ma la maggior parte accetta la sua estensione di unione reale o simulata nella promozione della fertilità: un'altrettanto antica unione divina è quella di Demetra con Giasione, emanato in un solco arato tre volte, un aspetto primitivo di una Demeter sessualmente attiva e riportato da Esiodo, la cui origine sarebbe da situarsi a Creta all'interno della civiltà minoica, esempio quindi molto precoce di mito greco.
Nei successivi culti religiosi Walter Burkert ha trovato le prove greche "scarse e poco chiare": "Fino a che punto un tale matrimonio sacro non era solo un modo di vedere la natura, ma un atto espresso o accennato nel rituale è difficile da dire" il più noto esempio di rituale superstite nella Grecia classica è lo hieros gamos approvato alla Antesterie dalla moglie dell'Arconte re (basileus Archon) di Atene antica; in origine, pertanto, associava la regina di Atene col dio Dioniso, presumibilmente rappresentata dal suo sacerdote o dal basileus stesso, nella festa di Boukoleion svoltasi nell'Agorà.
La breve concimazione-unione mistica genera Dioniso, mentre l'uomo mortale per una notte raggiungeva la potenza del dio il cui risultato, attraverso la telegonia o "gravidanza ereditata", stava nella natura semi-divina degli eroi greci, come Teseo ed Eracle, tra gli altri.

## Buddhismo tantrico

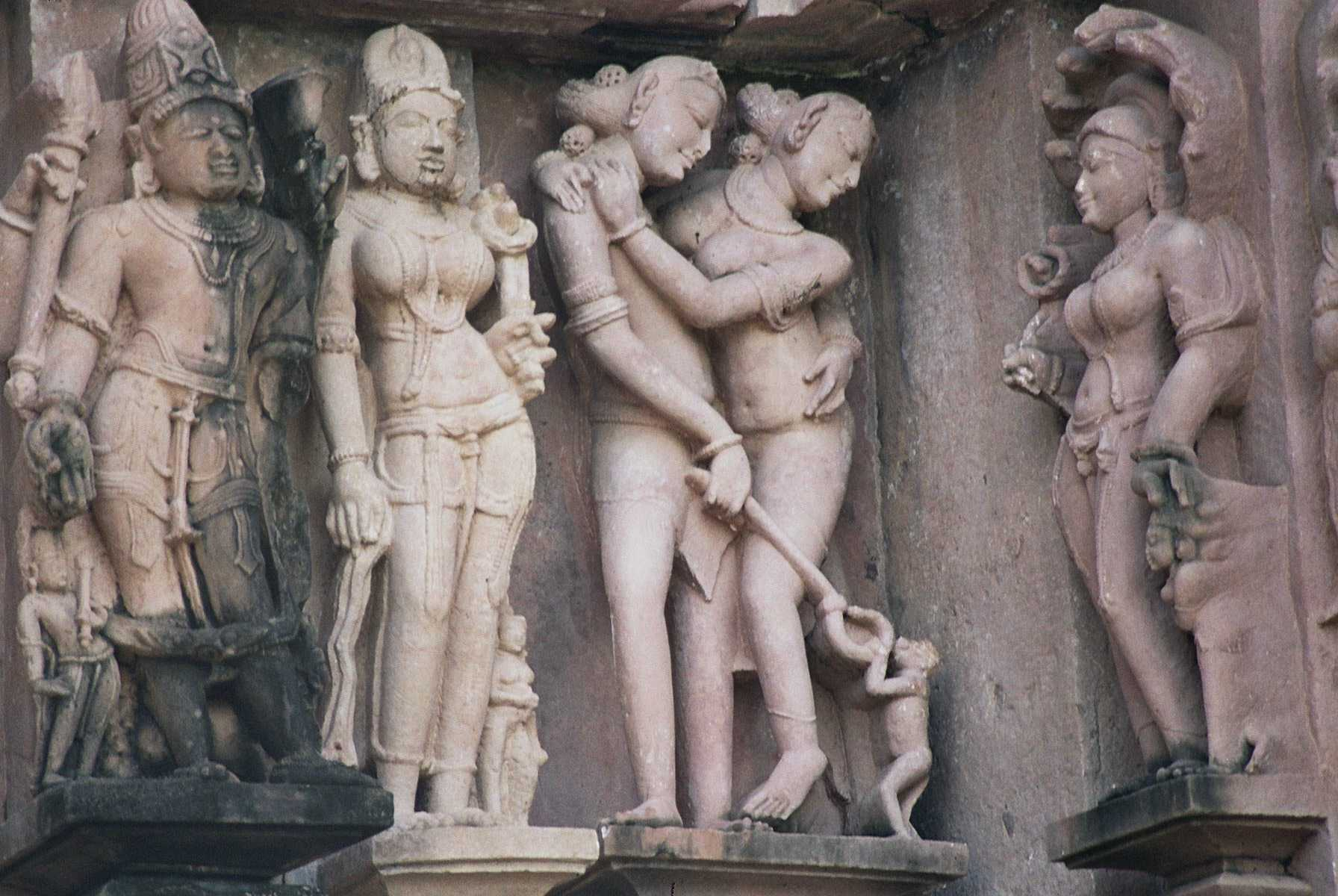
Scultura erotica di un tempio di Khajuraho raffigurante Maithuna.

Nel buddhismo tantrico (Vajrayana) di Nepal, Bhutan, India e Tibet lo yab-yum è un rituale compiuto dalla divinità maschile in unione con la sua consorte femminile. La simbologia è associata all'anuttarayoga tantra dove la figura maschile è di solito legata alla compassione (Karuna) e ai "mezzi abili" (upāya-Kaushalyâ, uno dei percorsi buddhisti atti alla liberazione), e la partner femminile viene correlata alla conoscenza (prajñā). Lo Yab-yum è generalmente inteso rappresentare l'unione primordiale (o mistica) di saggezza e compassione.
Maithuna è un termine della lingua sanscrita utilizzato nel Tantra e più spesso tradotto come unione sessuale all'interno di un contesto rituale. Rappresenta il più importante dei cinque makara (mitologia indiana) (l'insegna della divinità dell'amore Kama) e costituisce la parte principale del Gran Rituale del Tantra variamente conosciuta come Panchamakara, Panchatattva e Tattva Chakra. Il simbolismo dell'unione delle polarità è un insegnamento centrale di Buddhismo tantrico, soprattutto in Tibet. L'unione è realizzata dal professionista come un'esperienza mistica all'interno del proprio corpo.

## Ebraismo
In alcuni testi mistici della Cabala ebraica, vi è l'adozione di un matrimonio mistico tra Dio e la Shekhinah.

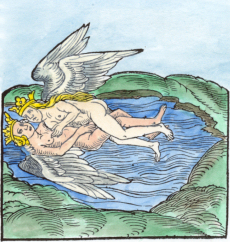
Rappresentazione della fermentazione alchemica come hieros gamos. Xilografia del XVI secolo tratto dal Rosarium philosophorum.

## Egizi, Celti e Fenici
Presso Egizi, Celti e Fenici la ierogamia era praticata. Nell'Antico Regno egizio (III millennio a. C.) l'accoppiamento sacro tra faraone e sacerdotessa d'alto rango commemorava le nozze di Nut (Cielo) e Geb (Terra). In Irlanda i Celti (IV - III sec. a. C.) coltivavano l'usanza in base alla quale la dea della Terra conferiva il potere ad un re da lei designato attraverso un rapporto sessuale.

## Alchimia e psicologia junghiana
Lo hieros gamos è uno dei temi che Carl Gustav Jung ha approfonditamente trattato, soprattutto nel suo libro Simboli della Trasformazione. Nel romanzo Hieros Gamos - A Confession, l'autrice Lia Cacciari si è ispirata all'esplorazione tematica di Jung dello hieros gamos come un'unione alchemica degli opposti, raccontando una storia di faide medievali tra fratelli che culmina in un'unione incestuosa.

## Wicca
Nella Wicca, il Grande Rito è basato principalmente proprio sullo Hieros Gamos. È generalmente emanato simbolicamente con un pugnale appuntito collocato al di sopra di un calice liturgico, l'azione che simboleggia è l'unione del maschio e del divino femminile nel matrimonio o unione sacra. Nella Wicca britannica tradizionale, il Grande Rito è talvolta effettuato in realtà dal Sommo Sacerdote e da una Sacerdotessa.